# Eptatretus fritzi
Eptatretus fritzi är en ryggsträngsdjursart som beskrevs av Robert L. Wisner och A.J.S. McMillan 1990. Eptatretus fritzi ingår i släktet Eptatretus och familjen pirålar. IUCN kategoriserar arten globalt som livskraftig. Inga underarter finns listade i Catalogue of Life.